# Paragaleus
Paragaleus – rodzaj drapieżnych ryb chrzęstnoszkieletowych z rodziny Hemigaleidae.

## Rozmieszczenie geograficzne
Do rodzaju należą gatunki występujące w wodach zachodniego i południowo-zachodniego Oceanu Indyjskiego, zachodniego Oceanu Spokojnego oraz wschodniego Oceanu Atlantyckiego.

## Morfologia
Długość ciała do 140 cm.

## Systematyka
Rodzaj zdefiniował w 1935 roku francuski ichtiolog Paul Budker w artykule poświęconym nowemu rodzajowi ryb z rodziny żarłaczowatych opublikowanym w czasopiśmie Bulletin du Muséum national d’histoire naturelle. Gatunkiem typowym jest (oznaczenie monotypowe) P. pectoralis.

### Etymologia
Paragaleus: gr. παρα para ‘blisko,  obok’; rodzaj Galeus Rafinesque, 1810.

### Podział systematyczny
Do rodzaju należą następujące gatunki:
- Paragaleus leucolomatus Compagno & Smale, 1985
- Paragaleus longicaudatus (Bessednov, 1966)
- Paragaleus pectoralis (Garman, 1906)
- Paragaleus tengi (Chen, 1963)